# Jan Knapík
Jan Knapík (11 dicembre 2000) è un calciatore ceco, difensore del Teplice.

## Caratteristiche tecniche
È un difensore centrale.

## Carriera

### Club
Cresciuto nel settore giovanile del Teplice, debutta in prima squadra il 16 novembre 2018 in occasione dell'incontro di Pohár FAČR vinto 3-1 contro il Dukla Praga; il 7 aprile 2019 debutta anche nella massima divisione ceca, nel match perso 3-1 contro il Baník Ostrava.

### Nazionale
Ha giocato nelle nazionali giovanili ceche Under-18 ed Under-21.

## Statistiche
Statistiche aggiornate al 7 maggio 2021.

### Presenze e reti nei club
| Stagione        | Squadra         | Campionato      | Campionato | Campionato | Coppe nazionali | Coppe nazionali | Coppe nazionali | Coppe continentali | Coppe continentali | Coppe continentali | Altre coppe | Altre coppe | Altre coppe | Totale | Totale | Totale |
| Stagione        | Squadra         | Comp            | Pres       | Reti       | Comp            | Pres            | Reti            | Comp               | Pres               | Reti               | Comp        | Pres        | Reti        | Pres   | Reti   |        |
| --------------- | --------------- | --------------- | ---------- | ---------- | --------------- | --------------- | --------------- | ------------------ | ------------------ | ------------------ | ----------- | ----------- | ----------- | ------ | ------ | ------ |
| 2019-2020       | Teplice B       | CFL             | 3          | 0          |                 | -               | -               |                    | -                  | -                  |             | -           | -           | 3      | 0      |        |
| 2020-2021       | Teplice B       | CFL             | 1          | 0          |                 | -               | -               |                    | -                  | -                  |             | -           | -           | 1      | 0      |        |
| 2018-2019       | Teplice         | 1L              | 1          | 0          | CRC             | 1               | 0               |                    | -                  | -                  |             | -           | -           | 2      | 0      |        |
| 2019-2020       | Teplice         | 1L              | 11         | 1          | CRC             | 0               | 0               |                    | -                  | -                  |             | -           | -           | 11     | 1      |        |
| 2020-2021       | Teplice         | 1L              | 14         | 0          | CRC             | 3               | 0               |                    | -                  | -                  |             | -           | -           | 17     | 0      |        |
| Totale carriera | Totale carriera | Totale carriera | 30         | 1          |                 | 4               | 0               |                    | -                  | -                  |             | -           | -           | 34     | 1      |        |